# ناحیه آرتیژا، شهرستان ایروکوی، ایلینوی
ناحیه آرتیژا (به انگلیسی: Artesia Township) یک منطقهٔ مسکونی در ایالات متحده آمریکا است که در شهرستان ایروکوی، ایلینوی واقع شده‌است. ناحیه آرتیژا ۲۰۸ متر بالاتر از سطح دریا واقع شده‌است.